# كوجي كوندو (لاعب كرة قدم)
كوجي كوندو (باليابانية: 今藤 幸治) (مواليد 28 أبريل 1972)، هو لاعب كرة قدم ياباني سابق كان يلعب كلاعب وسط. سبق له أن لعب مع منتخب اليابان.

## وصلات خارجية
- كوجي كوندو على موقع رابطة كرة القدم اليابانية للمحترفين (اليابانية)
- كوجي كوندو على موقع قاعدة بيانات كرة القدم.إي يو (الإنجليزية)
- كوجي كوندو على موقع ناشيونال فوتبول تيمز (الإنجليزية)
- كوجي كوندو على موقع عالم كرة القدم.نت (الإنجليزية)

- National Football Teams
- Japan National Football Team Database